# Сапотецька цивілізація
Сапотецька цивілізація — стародавня цивілізація Месоамерики, створена народом сапотеки. Тривалий час існувала на рівні з тольтеками, ацтеками, уастеками. Сформувалася у вигляді держави Бе'ена'а. Зазнала низку важлик поразок від міштеків. Її рештки у 1521 році були підкорені іспанськими конкістадорами.

## Історія

### Початковий період
Початки сапотецької етнокультурної спільноти науковці пов'язують зі ольмеками. Найперші постійні поселення у різних районах Оахаки з'являються між 1500 і 1400 роками до н. е., це були поселення, які переважно займалися землеробством і тваринництвом. У періоді між 1150 і 850 рр. до н. е. найбільшим поселенням Оахаки є Сан-Хосе-Моготу, яке складалося з 80-120 будинків, на місці розкопок були знайдені скам'янілі плоди кукурудзи, чилі та авокадо. Починаючи з 850 року до н. е. відбувається становлення перших ранніх міст, що представляють собою церемоніальні та адміністративні центри, де ведеться монументальне будівництво. Зводяться оборонні стіни, будуються підземні ходи.
В період 700—500 роки до н. е. (фаза Росаріо) формуються складні вождества (перші політичні об'єднання сапотеків). Відбувається значний приріст населення. В середині фази Росаріо утворюється 70-85 складних вождеств. В цей період також тривали численні війни між цими об'єднаннями, що змушувало зміцнювати головні поселення.
До кінця фази Росаріо сапотеки були розділені на три вождества-спільноти: більша політія в субдоліне Етла (2000 осіб) зі столицею в Сан-Хосе-Могота, і дві політії меншого розміру в Вальє-Гранде (700—1000 осіб) і субдоліне Тлаколула (700—1000 осіб) зі столицями в Сан-Мартин-Тількахете та Йєгуїх відповідно. Ці політії були розділені 80 км2 нічийної землі, найпомітнішою особливістю ландшафту якої було нерівне гірське пасмо площею 6 км2. Наприкінці фази Росаріо (550—500 роки до н. е.) спостерігається послаблення Сан-Хосе-Моготи. Водночас з'являється поселення на ничійній землі, біля сучасної гори Монте-Албан, яке було утвореном методом аналогічним давньогрецькому синойкізму (об'єднання громад, переселення усіх містян декількох поселень в одне, найвпливовіше).

### Монте-Албан
Монте-Албан став першою столицею держави сапотеків (розрізняють низка етапів так звані Монте-Албан I, Монте-Албан II, Монте-Албан III, Монте-Албан IV, Монте-Албан V). Він являв собою одне з найбільших міст доколумбової Америки, охоплював площу до 40 км2 з 25—50 тис. мешканцями під час фази Монте-Албан IV. Між 100 до н. е. і 200 роком н. е. утворюється сапотецька держава Бе'ена'а, підкоривши практично усю долину Оахака. В цей період велися часті війни із сусідами.
Пік експансії припав на 1-100 роки н. е. Науковці виявили близько 300 сапотецьких текстів, присвячених воєнним питанням, причому, судячи із зовнішності бранців, більшість із них були теотіуаканцями. Цей період є найкращим часом розвитку цивілізації сапотеків. Максимального територіального розміру держава досягла під час фази Монте-Албан II. Було підкорено або колонізовано долини Ехутла, Міауатлан, Нехапа, гірські регіони Тутутепек та Оселотепек, області Сосола, Монте-Негро, Пеньйолес, річковий каньйон Куїкатлан. Граничною північною точкою стала фортеця Кіотепек, південною — Чильтепек. Під час фази Монте-Албан III (до 500 року) більшість з цих земель були втрачені внаслідок повстань підкорених народів. При цьому були встановлені дружні стосунки з Теотіуаканом, завдяки чому в останньому виник сапотецький район, де мешкали посланці та торгівці сапотеків.
Водночас постійними ворогами стали північні сусіди по перешийку — міштеки. Спочатку перевага у збройних сутичках залишалася, як правило, за сапотеками: запорукою цього були державна єдність, вищий військово-економічний потенціал та професіоналізм вояків із числа шиага, а також солідні людські ресурси. Але на межі IX—X ст. перевага міштеків ставала дедалі відчутнішою. В результаті близько 900 року Монте-Албан впав під натиском міштеків. Монте-Албан відтоді був залишений мешканнями, а його руїни міштеки перетворили на пишний цвинтар для своїх найвидатніших володарів, назвавши це місце Юкукую (Зеленою горою).

### Мітла
Сапотеки, яких повели за собою жерці на чолі з віха-тао, покинувши Монте-Албан, не скорилися перед міштецькою навалою, а укріпилися навколо свого релігійного центру Мітла (сапотецькою мовою Міктлан, що означає в перекладі «Будинок смерті» або «Місце Вічного відпочинку», тобто вічної печалі). Саме там, у важкодоступних горах на колишній південно-східній околиці великосапотецької держави утворилася нова держава.
Кілька століть Пізня Сапотекія утримувала Мітлу з навколишніми землями під своїм контролем і навіть змогла відродитися економічно. Про це свідчить пишність самої столиці з її палацами і храмами. В регіоні навіть відродилося інтенсивне сапотецьке містобудування, унаслідок якого, окрім Мітли, на цих землях склалися нові центри — Уіязоо (Віязоо), Ламбітек, Саачила. У 650—700 роках Саачила і Ягул здобули значну самостійність.
У 1440 роках Мітла, де правив на той час віха-тао Нукано, була завойована міштеками, які завершили розгром незалежної сапотецької держави й повністю закріпили за собою землі Теуантепецького перешийку. Щоправда, ненадовго, оскільки через кілька десятиліть у регіоні вже володарювали ацтеки.

### Саачила-Йоо
Останнім уламком величної в минулому Сапотекії лишилася держава Сапотекапан (Країна сапотеків) у районі сучасного м. Оахака зі столицею в місті Саачила-Йоо (заснована в 1390—1400 роках). Ацтецька агресія відволікла сили міштеків і тим самим дала можливість Сапотекапану проіснувати до іспанської конкісти і навіть поневолити сусідні племена первісної периферії — соке та хуаве (уаве), проте роль сапотеків у глобальних політико-економічних та культурних процесах Месоамерики стала на той момент уже мінімальною.
Напочатку XVI ст. сапотеки зуміли відстояти незалежність від Імперії ацтеків. У цей час наймогутнішим з декількох сапотецьких царів був Косійоеса, «Творець Блискавки», який жив між 1487 і 1529 роками. Хоча він і був спадкоємцем династії в місті Саачила-Йоо долини Оахака, в результаті ацтекського військового тиску Косійоеса був змушений перемістити свою ставку на зміцнену гору поблизу тихоокеанського узбережжя. Косійоеса створив альянс з міштекським володарем міста Ачіутла, розташованого на північ від долини Оахака, щоб атакувати ацтекську армію, коли та перебувала в тропічних низинах Теуантепека. Після семимісячної блокади, ацтеки і сапотеки домовилися про перемир'я, однією з умов якого був шлюб доньки уей тлатоані (імператора) Ауісотля з Косійоесой. Ацтеки також отримали право розмістити невеликий гарнізон в долині Оахака і отримувати «в знак чемності» данину щороку, втім це була формальність. Фактично сапотеки зберегли незалежність й розширили свої володіння за допомогою ацтеків.
Сапотеки підтримали Ернана Кортеса в поваленні ацтекської могуті й завоюванні Теночтітлана у 1519 році. Втім вже у 1521 році вимушені були підкористися іспанським загарбникам.
Косійопіі (1502—1563), останній член династії піддався допиту у іспанських священиків з приводу його «ідолопоклонницьких» релігійних практик. В кінцевому підсумку він був хрещений під християнським ім'ям дон Хуан Кортес.

## Державний устрій
Держава сапотеків часів періоду «Монте-Албан» (Рання Сапотекія) являла собою класичну деспотію східного типу. Сапотецьку централізовану державу очолював верховний світський вождь гоккітао («усім керуючий»), котрий уособлював собою владу політичну, судову і військову. Влада його була спадковою і передавалася від батька до сина. Трон передавався не обов'язково старшому царевичу, а насамперед — найкомпетентнішому в питаннях управління, причому вплив на обрання належної кандидатури мав не лише батько-монарх, а й світська та жрецька верхівка держави.
На місцях представниками влади виступали общинні старости (гоккі) та місцеві, призначені владою судді (кішиага). Жерці займали в житті сапотеків окреме, надзвичайно своєрідне місце, оскільки мали забезпечувати стабілізаційну функцію.
Держава поділялася на 4 рівня: столиця на навколишні землі, 6 великих міст (до 2000 осіб) з навколишніми спільнотами, 30 великих поселень (з населенням 200—700 осіб), 400 маленьких поселень (до 200 осіб).
Держава періоду «Міктла» (Пізня Сапотекія) являла собою абсолютну теократію на чолі з всевладним віха-тао та його жерцями, що виконували не лише релігійні, а й державно-управлінські функції.
В часи держави Сапотекапану (столиця Саачіла-Йоо) влада знову здобула світський характер. На чолі стояв кокі (або кокітао, тобто великий володар). Його спадкоємцем був одним з синів (кокіуалао)

## Суспільство
Влада належала знаті і жрецтву, що визначало розвиток держави й користувалися усіма пільгами. На чолі стояв володар, члени його роду й родини. Значну роль відігравала родова знать.
В період «Саачила-Йоо» знать поділялася на тіха кокі, роди спадкових владик; тіха хоана, роди аристократів, і тіха хоанауіні, місцева знать (на кшталт шляхти). Вважалося, що аристократи походять від божества-блискавки, денної форми божества-неба, — Косійо. Вони носили зображення блискавки на своїх головних уборах, і коли вмирали, вони перетворювалися в фігури, що летять, приєднуючись до своїх надприродних предків у хмарах.
Головою жерців був верховний жрець віха-тао («той, що усе бачить»), котрий за свою службу самому богові дощу (найцінніший бог для землеробів) мав право сперечатися з правителем і навіть відміняти укази гоккітао. Авторитет жрецтва базувався на тому, що саме вони були носіями і хранителями астрономічних та математичних знань, мистецтва писемності, канонів ритуальних поховань і, нарешті, медичних знань, в яких сапотеки завжди відчували неабияку потребу, адже, судячи з дефектів, виявлених у кістяків мерців, знайдених у склепах, хворіли вони часто.
Сапотецькі жерці, яких навчали у спеціальних «духовних семінаріях», жили потім серед людей як прості піддані, відрізняючись від інших лише сферою своєї праці. До верховного жерця вимоги були значно суворішими. Жив віха-тао у розкішному палаці, був особою недоторканною й абсолютно авторитетною (адже йому, як вважалося, «відкрита воля богів»). Більшість людей могли бачити його лише під час найурочистіших церемоній. Він не міг брати
шлюб і жив самотньо у своїй розкішній резиденції. Один раз це правило усе порушувалося, оскільки віха-тао мав сам зачати свого спадкоємця. Для цього під час пишного релігійного свята у його хороми приносили сп'янілу від сильного наркотичного напою спеціально обрану невинну дівчину. Отож наступним віха-тао міг стати лише син великого жерця та цієї обраної дівчини. І тільки в разі, якщо після цього нетривалого «шлюбу» народжувалася дівчина, священний ритуал повторювали (але вже з іншою дівчиною), аж доки не народиться хлопчик.
Важливу роль у суспільстві відігравали також торговці (бенісаніха), віщуни (коланіхе) та військові і цивільні службовці (шиага).
Відповідно розподілялися й обов'язки підданих: простолюдини працювали і платили державі ренту-податок, а службовці служили державі, за що отримували від влади, відповідно до свого рангу, матеріальне утримання у вигляді натуральних пайків або земель з общинниками, натуральні державні податки з яких ішли на утримання того чи іншого шиаги.

## Військо
Стосовно організації війська сапотеків у часи Монте-Албан і Міктла відомо замало. На момент іспанського завоювання не існувало єдиного війська, існувала ціла низка армій, що збиралися вождями важливих спільнот.
Війська сапотеків складалися з голів загонів, які були членами аристократії, і піхотинців, які були простолюдинами, що збиралися в разі необхідності. Звитяжні вояки винагороджувалися особливими звіриними костюмами, які вказували, що вони є членами шанованих військових орденів. Їх зброєю були лук і стріли, спис, праща, списокидальня, макана (дерев'яний палаш) з гострими обсидіановими лезами по краях.

## Економіка
Господарським фундаментом стала надзвичайно розвинена багатогалузева економічна система. Сапотеки продовжували й надалі активно займатися полюванням і рибальством, довівши до найвищої досконалості сильці, пастки, сітки та сербатани (спеціальні трубки для духової стрільби короткими отруйними стрілами). Почало також бурхливо розвиватися рільництво з використанням ефективної зрошувально-дренажної системи та доволі продуктивного терасного землеробства. З часом сапотеки практикували п'ять типів землеробства: дощове землеробство, іригацію за допомогою колодязів, канальну іригацію, паводкове землеробство і терасування схилів пагорбів.
Вирощували маїс, боби, гарбузи, авокадо, перці чилі, томати, агава і опунция, розводили для їжі собак і індичок. Вони збирали такі дикі рослини, як жолуді, плоди сосни піньйон, мескітові стручки, плоди трубчастого кактуса стеноцереус турбера, різні ягоди і безліч трав, зокрема Crotalaria, Chenopodium, Amaranthus, і Portulaca, які використовувалися як приправи.
Полювали на оленів, пекарі, кроликів, єнотів, опосумів, гофер (мишеподібних щурів), водяних щурів, перепелів, голубів, черепах, ящірок, і іншу дрібну дичину.
В перші століття під впливом Теотіуакана навчилися обробляти метал (золото і мідь). Велася також обробка морських мушель, які отримували з Ехутли. Майстри сапотеків видовбували зі стовбурів дерев каное, які могли ходити не лише річками та озерами, а й витримували каботажні океанічні подорожі.
Також держава сапотеків отримувало данини від сусідніх народностей, яких воно або підкорило військовим шляхом, або домоглося політичного панування над ними. Це були, насамперед, бавовна, койлова пальма, тропічні фрукту, метали.

## Вірування
Культова система сапотеків доволі складна. Вважали, що їх предки народилися зі скель, дерев і ягуарів. На світ вони з'явилися з великих печер, куди і повертаються після смерті. Космос у сапотеків ділився на три частини: небеса, світ, в якому вони жили, підземний світ мертвих.
Натепер відомо про 39 божеств, із яких лише сім — жіночої статі. Першим за рангом вважався бог-творець Піхе-Тао (Кокі-Шее або Кокі-Сілла). Наступною була першопара бога Косаана і богині Научани, що створили людей і тварин.
Серед богів стихій і корисних речей, яким, насамперед, сапотеки, найшанованішим був ягуароподібний бог дощу Косіхо-Пітао (Великий Косіхо, зображувався завжди разом з небесною змією). А далі йшли: благословенний бог кукурудзи Пітао-Кособі (зображувався чомусь у вигляді кажана), божество землі, печер і землетрусів Пітао-Шоо, бог насолод Пішее, бог прикмет Пітао-Піхі, бог бідності і невдач Пітао-Сіх, бог снів Пітао-Пекала.
На найдавніших сапотецьких кам'яних стелах, знайдених у долині Оахака й датованих ледь не серединою І тис. до н. е., зафіксовані криваві обряди принесення в жертву людей (можливо, полонених, яким виривали серця), але в подальшому означені ритуали у сапотеків здебільшого зійшли нанівець. Надалі кривавих людських жертвопринесень вони майже не знали (лише в разі сонячного затемнення для відвернення вселенської катастрофи в жертву світилу приносили карликів, котрих вважали «дітьми сонця»).

## Календар
Загальне обчислення років, місяців і днів сапотеки вели за так званим ритуальним календарем (піійє), який складався з 260 днів і поділявся на чотири «сезони» по 65 днів, кожен з яких, своєю чергою, утворював п'ять тринадцятиденних «місяців».
Походження цього календаря овіяне таємницею, однак більшість фахівців цілком аргументовано пов'язують його циклічність з дев'ятимісячним циклом вагітності у жінок. Збігається 260-денний цикл і з середньою тривалістю життя паростків кукурудзи — основного джерела зернової їжі для абсолютної більшості месоамериканців, що також могло вплинути на формування відповідних календарних уявлень. За цим календарем сапотеки вели свій родовід, фіксували важливі події, дати народження і смерті тощо.
Для господарських потреб використовували 365-денний сонячний календар-щорічник із розбивкою всередині року для землеробських потреб, але без загального обчислювання років.
Через кожні 52 роки циклічність цих двох календарів повторюється (52 365-денних сонячних років відповідають 73-м 260-денним рокам).

## Культура
Сапотецька культура склалася внаслідок синтезу аборигенних племен перешийку Теуантепек з багатовекторними впливами близьких і не дуже близьких сусідів. Відповідним було і культурно-цивілізаційне обличчя сапотецької етнополітичної спільноти.

### Писемність
Є однієї з найдавніших в Америці, створена напочатку VII ст. до н. е. Зовні вона має багато спільних рис з дешифрованим письмом майя, а також і з ієрогліфікою ольмеків. Нині виявлено (й частково опубліковано) більш як 500 сапотецьких текстів (усі записані вертикальними колонками), однак із більш як сотні ідентифікованих в них ієрогліфів дешифрувати вдалося лише кілька знаків, зокрема ієрогліф «сонце» і традиційні для Месоамерики цифрові знаки — «крапка» (один), «риска» (п'ять). Решта сапотецьких писемних знаків усе ще мовчать. Вважається, що письмо це ієрогліфічне з можливими вкрапленнями окремих фонетичних знаків, проте, з огляду на невелику кількість знайдених текстів, навіть ця теза викликає сумніви у багатьох філологів.

### Архітектура

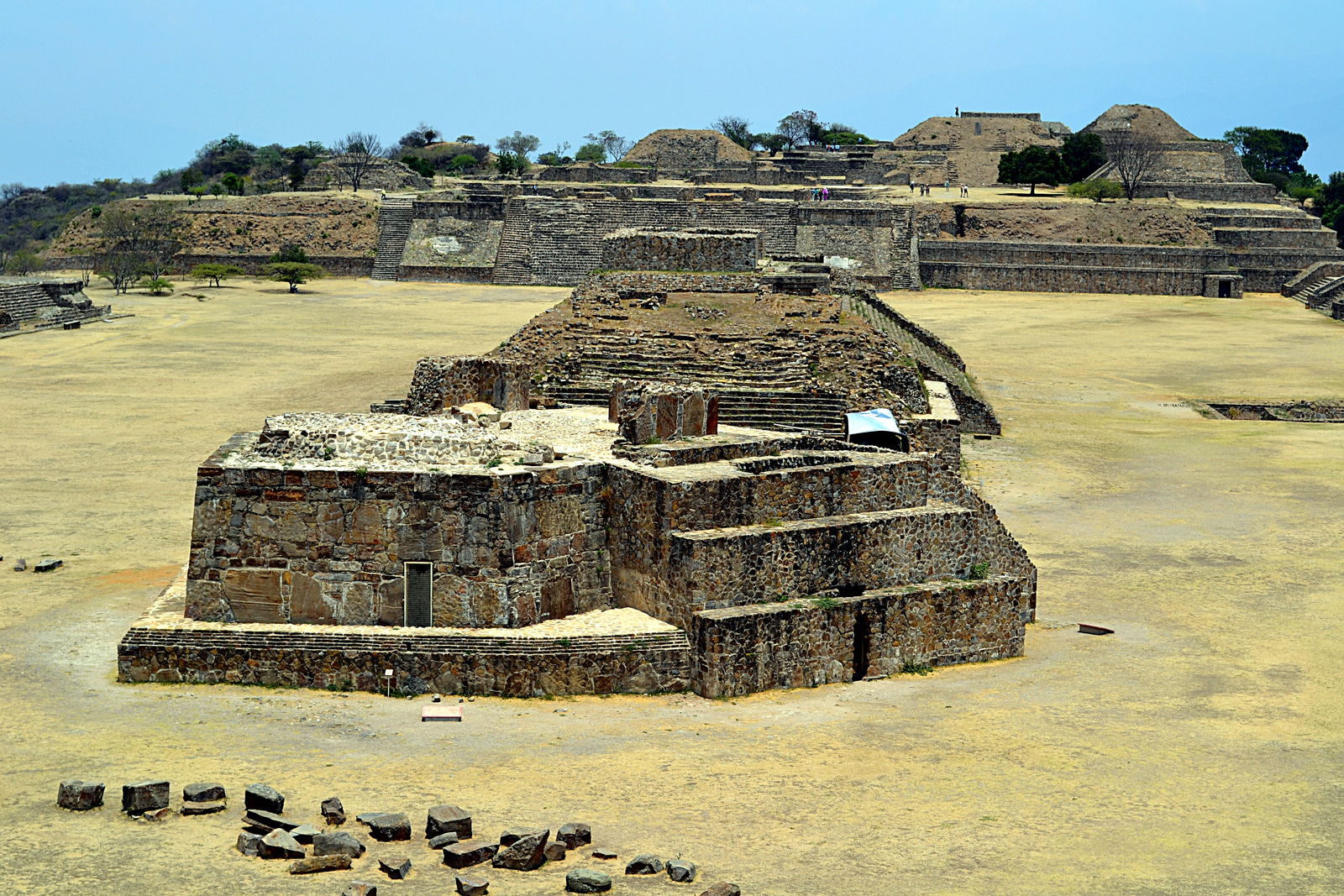
Будівля J. Монте-Албан

Будівельним матеріалом слугувала глина, перемішана з камінням, завдяки чому стіни будівель були надзвичайно міцними. Сапотеки використовували в будівництві найпередовіші для Мезоамерики методи архітектурного мистецтва, зокрема висок і прямий кут.
Будували сапотеки часів «Монте-Албан» чотирисхилові піраміди, увінчані храмами, двокімнатні храми з колонами, «відкриті» храми. Проте масштаби їхнього культового будівництва значно скромніші, аніж у їхніх сусідів. Храми класичної сапотецької цивілізації (Монте-Албан III), як і їхні прототипи фази Монте-Албан II, мали внутрішню і зовнішню кімнати й стояли на пірамідальних платформах. Храми цього періоду були далекі від одноманітності. Багато з них могли бути присвячені царським предкам, легендарним династичним героям, або надприродним силам.
Володарі жили у царських палацах (йоо кеуї) завдовжки 25-30 м, з 10-12 кімнатам. Цей тип житла сапотецьких правителів набув закінченого вигляду у фазі Монте-Албан III. Багато аристократів цього періоду жили в великих палацах (кеуї) з 3-4 кімнатами, побудованих із адобової цегли і вапняної штукатурки поверх фундаменту з кам'яної кладки. Палаци були центрами огороженого двору. Простолюдини мешкали у невеличких, простеньких хатинах під стріхою (йоо). Перші державні поля для гри в м'яч у формі римської цифри I з'явилися під час фази Монте-Албан II.
Підземні поховальні склепи (виявлено близько 170), які дійсно більше нагадують за розміром печери, буквально нашпиговані перлинними намистами, сережками з нефриту та обсидіану, прикрасами з бірюзи, черепашок, золота й срібла.
Архітектура міських ансамблів «періоду Мітла» відповідала єдиній моделі. Так звана «Група колон» включала три внутрішніх дворика, обмежених кімнатами. Північний дворик, зазвичай, був невеликим за розмірами, і доступ до нього був обмежений. дещо просторішим був середній двір, що найчастіше мав вихід на південь. Третій двір, також великий і іноді відкритий з одного боку, більше скидався на пізню прибудову. Це була наземна частина житлового комплексу для живих, під підлогами якого розташовувалося набагато пишніше «житло мертвих».
На сьогоднішній день розкопано кілька пірамід часів періоду Міктла, зокрема центральну, пофарбовану в червоний колір (колір смерті) Піраміду мертвих, де сапотеки «відспівували» найшляхетніших своїх мерців. Археологи виявили декілька підземних поховальних склепів хрестоподібної форми, сторони яких чітко орієнтовані за сторонами світу, а також рештки величнішого палацу з величезною залою, прикрашеною пишною колонадою.

### Скульптура
Споруджували кам'яні стели (знайдено 15). На стела 12 і 13 виявлені тексти з 8 ієрогліфів у 2 стовпчика, що є найранішими прикладами сапотецької писемності. Вони також включають першу явну згадку місяці в 365-денному календарі.
Серед виявлених речей безцінні поховальні маски і вироби з гірського кришталю, що викликають захоплення, оскільки чистий гірський кришталь — один із найтвердіших матеріалів на землі і обробляти його навіть сьогодні надзвичайно складно. Особливо вражають знамениті кришталеві сапотецькі «черепи» — вирізані у натуральному масштабі людські черепи абсолютно досконалих форм.

### Живопис
В часи Монте-Албан створювали на кам'яних плитах розписи з так званими дансантес (іспанською— «танцюристами»), створення яких датують приблизно 600 роком н. е. На плитах вибиті зображення оголених чоловіків в абсолютно неприродних позах — з кривими ногами й руками, головами амебоподібних форм, з потворними розпухлими губами. Ці дегенеративні фігури також густо вкриті викарбуваними на них ієрогліфами, які мали б пролити світло на те, що символізують (чи зображують) ці дансантес. Втім поки що вчені не з'ясували їх зміст та значення.
Також в період, що називається Монте-Алтьбан III підземні камери сапотецькі художники розписували настінними. поховальними фресками.
В часи періоду Міктла доволі популярними були поліхромні фрески, що зображували події з життя володарів, знаті та жерців., а також міфологічних тварин, геометричні візерунки. Ними розписували палаци та храми. Популярними стають мозаїками з білого й кольорового каміння.

### Кераміка
Гончарі виробляли якісну кераміку найвитонченіших форм, прикрашену вишуканими поліхромними картинками по кремовому, сірому, темно-жовтому або коричневому фону. Вже у період Монте-Албан I виготовлялися тарілки, миски, ковші, глечики з містком між горлом і ручкою, маленький посуд для соусів і приправ.
Особливий інтерес представляють поховальні урни у вигляді фігур сидячих людей, з руками на колінах і монументальним прикрасою з пір'я на голові, божеств землеробства. В спині цих фігур звичайно містилася циліндрична посудина, куди родичі померлого клали його попіл.

### Одяг. Їжа
Знати носила плащі і пов'язки на стегнах з бавовни, в той час як прості люди носили плащі і пов'язки на стегнах з волокон агави. Аристократи також могли носити плащі з пір'я, головні убори з пір'я, жадеітового намиста, і жадеітового вставки під нижню губу або вушні прикраси. Також викопивали кістки своїх предтків, з щелепи яких робили кулони. Аристократи йшли в бій, захищені «панциром» зі стьобаної бавовни; простолюдини були піхотинцями, одягненими пов'язками на стегнах.
Представників аристократії мала доступ до продуктів, які перебували під забороною для простолюдинів, зокрема шоколад, який вирощували в довколишніх низинах. Простолюдини в великих кількостях їли боби і плоди опунції.

### Розваги
Як і інші мезоамериканці доколумбових часів, сапотеки полюбляли ігру з м'ячем. Для цього зводили відповідні майданчики-«стадіони».

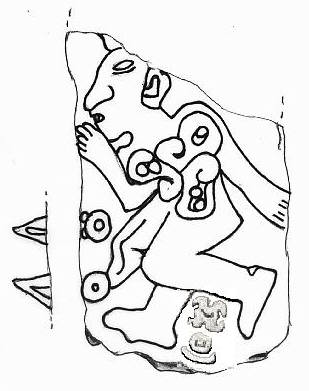
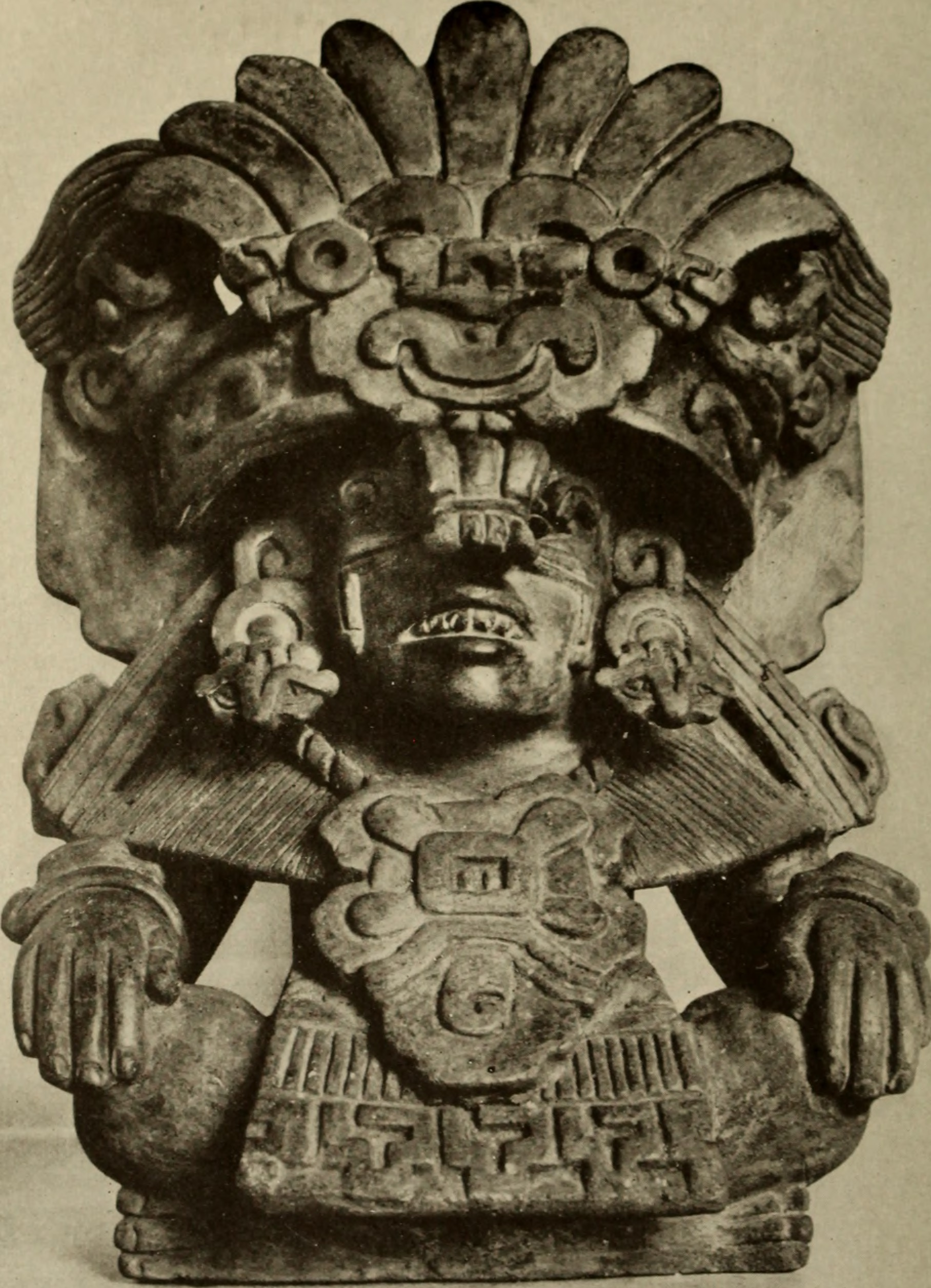
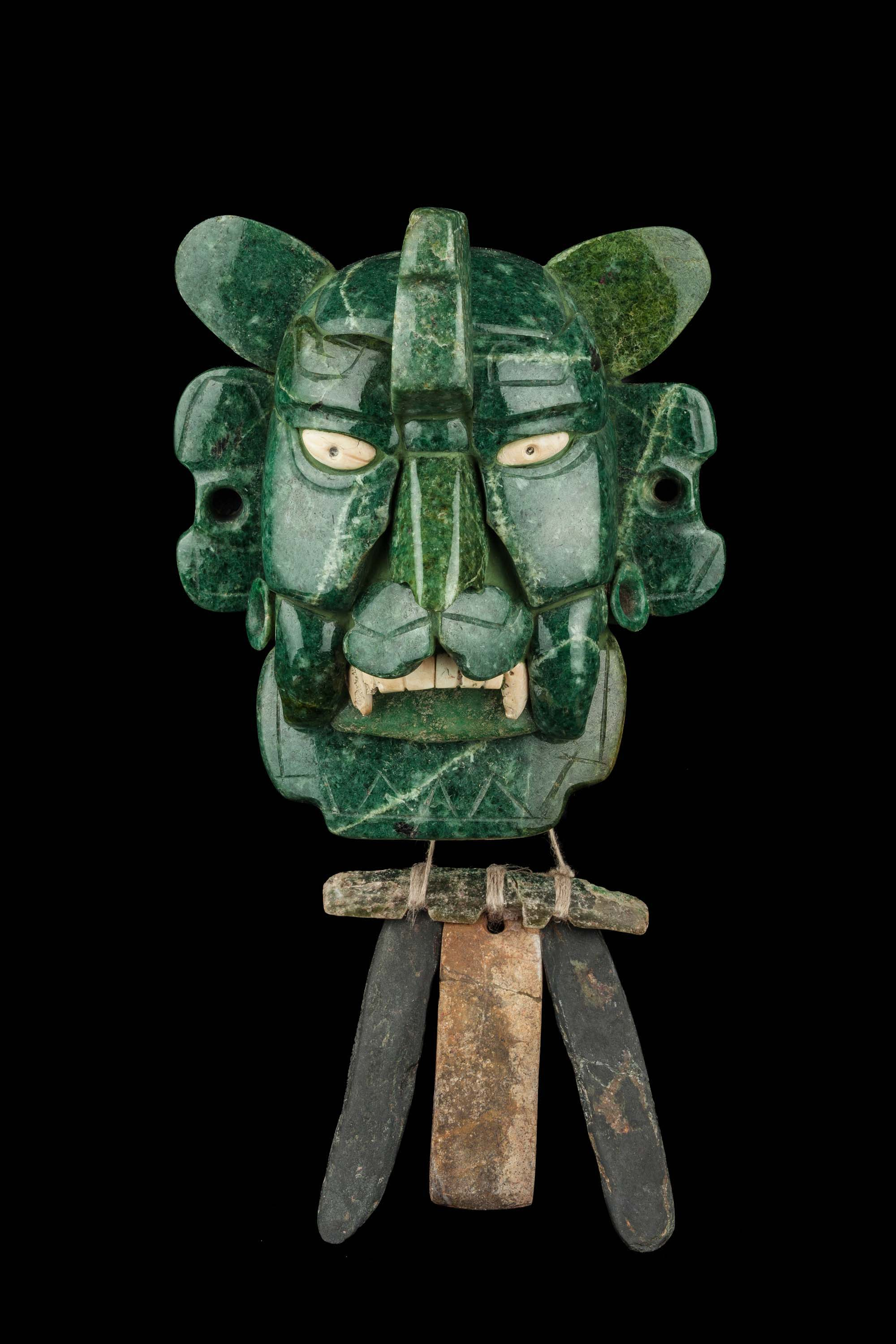
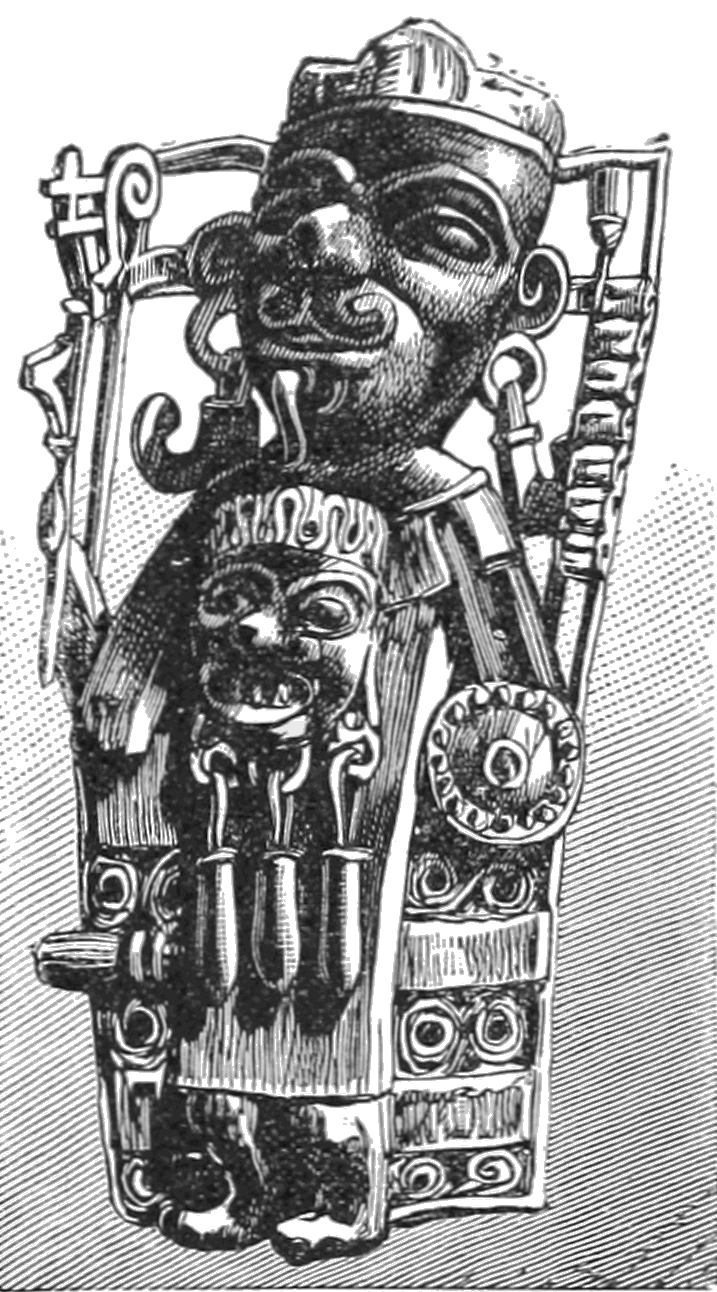
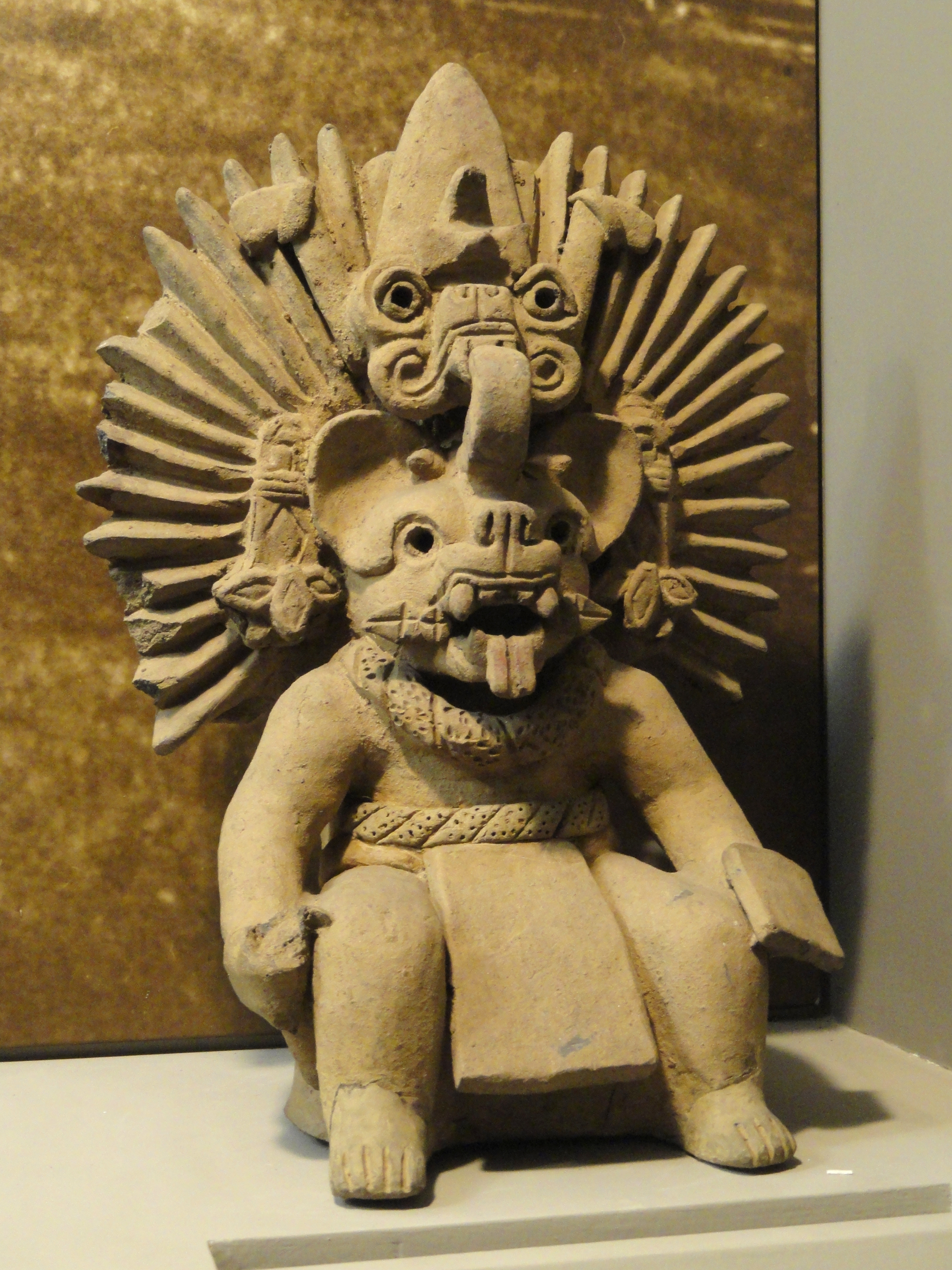
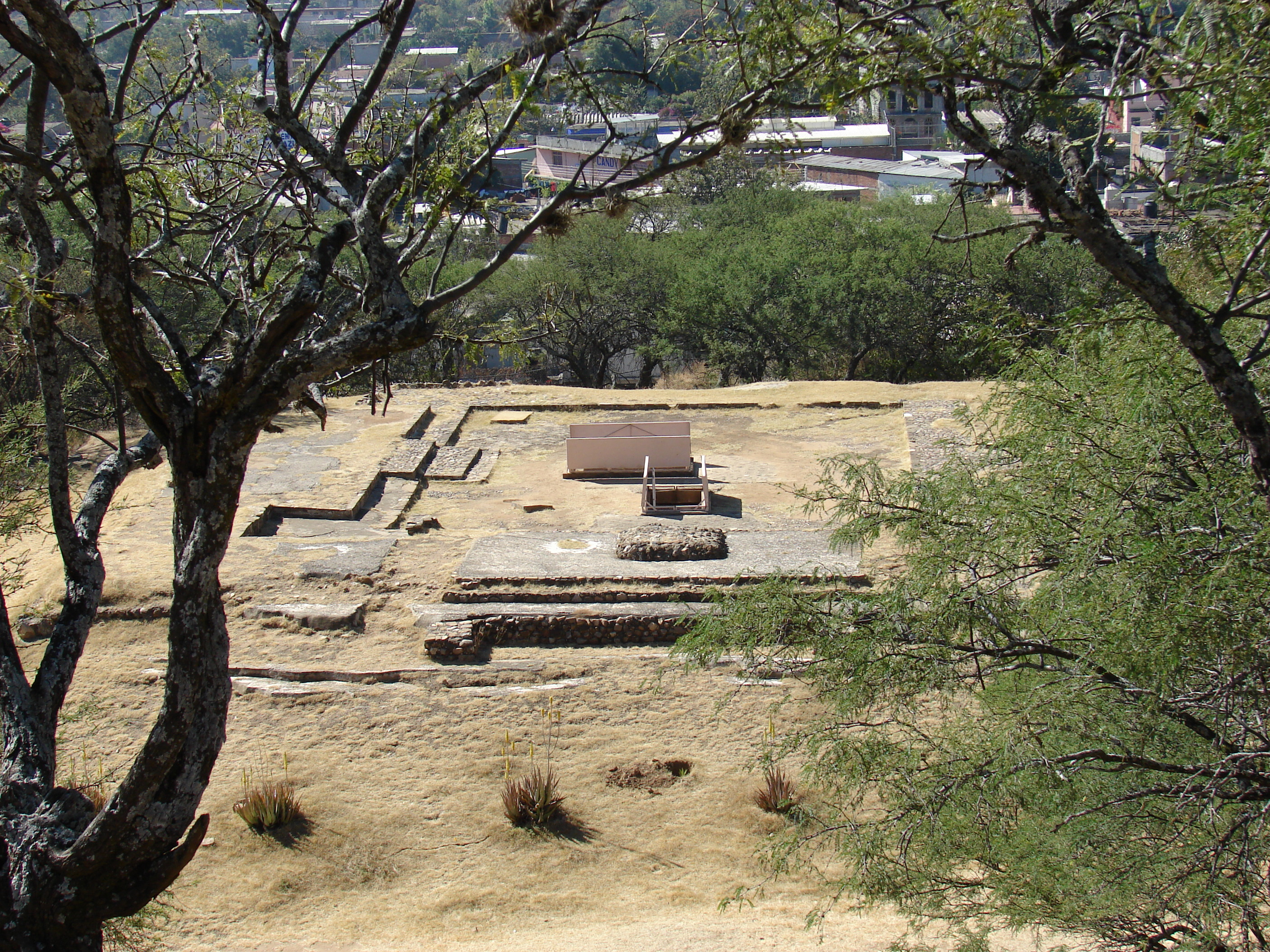
Саачила
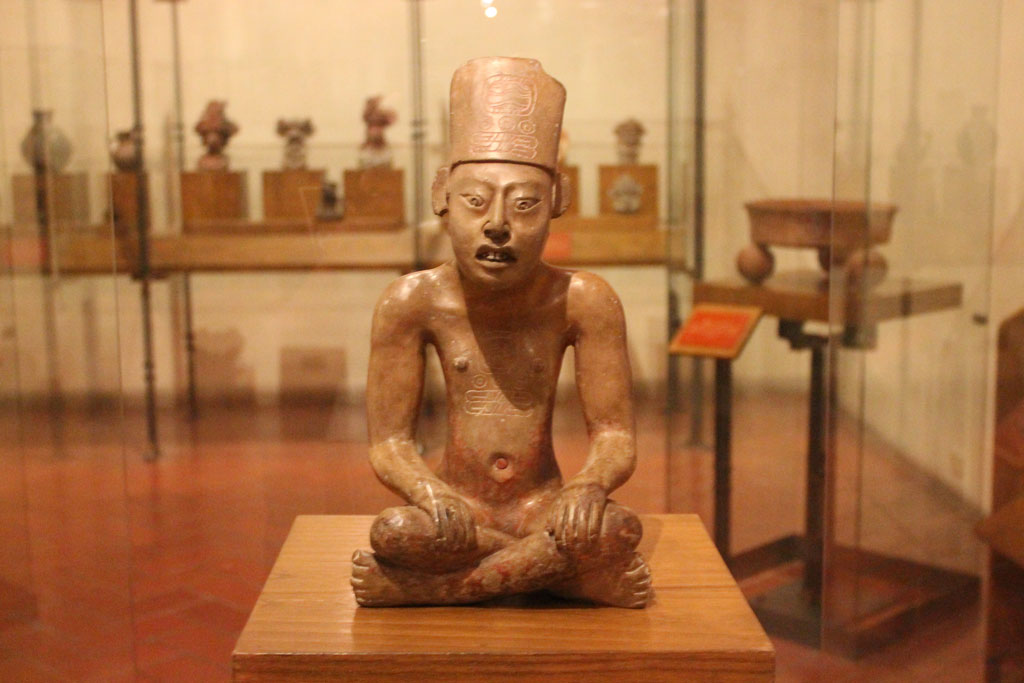